# 6832 Кавабата
6832 Кавабата (6832 Kawabata) — астероїд головного поясу, відкритий 23 березня 1992 року.
Тіссеранів параметр щодо Юпітера — 3,172.